# Major League Soccer de 2020
A temporada 2020 da Major League Soccer foi a 108ª temporada de futebol sancionada pela FIFA nos Estados Unidos e no Canadá, a 42ª como primeira divisão nacional na América do Norte e a 25ª temporada da Major League Soccer. A temporada regular começou em 29 de fevereiro de 2020 e terminou em 4 de outubro. Os playoffs da MLS Cup começaram em 19 de outubro e terminaram com a MLS Cup 2019 em 7 de novembro, sob um novo formato que difere das temporadas anteriores. Os playoffs foram rodadas de partida única e incluíram 14 equipes. 
Inter Miami CF e Nashville SC ingressaram na liga como uma franquia de expansão, elevando o número total de clubes para 26.
O Seattle Sounders era o atual campeão competição, enquanto o Los Angeles FC tinha sido o vencedor do Supporters' Shield.

## Regulamento

### Formato da temporada regular
A temporada 2020 foi a primeira temporada da MLS em que cada equipe não jogará com nenhuma outra equipe pelo menos uma vez.
Os 26 clubes se dividem em 2 conferências de 13 clubes cada. Cada equipe joga com seus oponentes dentro da conferência duas vezes — uma vez em casa e outra fora em um total de 24 partidas — e uma partida contra 10 dos 13 membros da conferência oposta. Assim, cada clube jogará 34 jogos, incluindo 17 jogos em casa e 17 jogos fora. Esse primeiro momento da temporada será em pontos corridos.
O mais bem colocado de cada conferência está garantido nas semifinais de conferência da MLS e classificado para a Liga dos Campeões da CONCACAF de 2021. Do 2º aos 7º colocados de cada conferência jogam as quartas de final de conferência da MLS.

### Critérios de desempate
Em caso de empate entre dois ou mais clubes, os critérios serão:
1. Número de vitórias
2. Saldo de gols
3. Gols marcados.

## Participantes
| Equipe               | Cidade        | Treinador                  | Estádio (Mando)            | Capacidade | Títulos            |
| -------------------- | ------------- | -------------------------- | -------------------------- | ---------- | ------------------ |
| Colorado Rapids      | Commerce City | Robin Fraser               | Dick's Sporting Goods Park | 18.061     | 1 (último em 2010) |
| FC Dallas            | Frisco        | Luchi Gonzalez             | Toyota Stadium             | 20.500     | 0 (Não Possui)     |
| Houston Dynamo       | Houston       | Tab Ramos                  | BBVA Stadium               | 22.039     | 2                  |
| LA Galaxy            | Los Angeles   | Guillermo Barros Schelotto | Dignity Health Sports Park | 27.000     | 5                  |
| Los Angeles FC       | Los Angeles   | Bob Bradley                | Banc of California Stadium | 22.000     | 0 (Não Possui)     |
| Minnesota United     | Saint Paul    | Adrian Heath               | Allianz Field              | 19.400     | 0 (Não Possui)     |
| Nashville SC         | Nashville     | Gary Smith                 | Nissan Stadium             | 60.000     | 0 (Não Possui)     |
| Portland Timbers     | Portland      | Giovanni Savarese          | Providence Park            | 25.218     | 1                  |
| Real Salt Lake       | Sandy         | Fredy Juarez               | Rio Tinto Staduim          | 20.213     | 1                  |
| San Jose Earthquakes | San José      | Matías Almeyda             | Avaya Stadium              | 18.000     | 2                  |
| Seattle Sounders     | Seattle       | Bryan Schmetzer            | CenturyLink Field          | 39.419     | 2                  |
| Sporting Kansas City | Kansas City   | Peter Vermes               | Children's Mercy Park      | 18.467     | 2                  |
| Vancouver Whitecaps  | Vancouver     | Marc Dos Santos            | BC Place                   | 22.120     | 0 (Não Possui)     |

| Equipe                 | Cidade           | Treinador     | Estádio (Mando)       | Capacidade | Títulos        |
| ---------------------- | ---------------- | ------------- | --------------------- | ---------- | -------------- |
| Atlanta United         | Atlanta          | Frank de Boer | Mercedez-Benz Stadium | 71.000     | 1              |
| Chicago Fire           | Bridgeview       | Raphaël Wicky | Soldier Field         | 61.500     | 1              |
| Cincinnati             | Cincinnati       | Yoann Damet   | Nippert Stadium       | 32.250     | 0 (Não Possui) |
| Columbus Crew          | Columbus         | Caleb Porter  | Mapfre Stadium        | 19.968     | 1              |
| D.C. United            | Washington, D.C. | Ben Olsen     | Audi Field            | 20.000     | 4              |
| Inter Miami CF         | Miami            | Diego Alonso  | Lockhart Stadium      | 18.000     | 0 (Não Possui) |
| Montreal Impact        | Montreal         | Thierry Henry | Estádio Saputo        | 20.801     | 0 (Não Possui) |
| New England Revolution | Foxborough       | Bruce Arena   | Gillette Stadium      | 20.000     | 0 (Não Possui) |
| New York City FC       | Nova Iorque      | Ronny Deila   | Yankee Stadium        | 30.321     | 0 (Não Possui) |
| New York Red Bulls     | Harrison         | Chris Armas   | Red Bull Arena        | 25.000     | 0 (Não Possui) |
| Orlando City SC        | Orlando          | Oscar Pareja  | Exploria Stadium      | 25.250     | 0 (Não Possui) |
| Philadelphia Union     | Filadélfia       | Jim Curtin    | Talen Energy Stadium  | 18.500     | 0 (Não Possui) |
| Toronto FC             | Toronto          | Greg Vanney   | BMO Field             | 30.000     | 1              |

## Temporada regular

#### Conferencia Leste
| Pos. | Equipe                 | J  | V  | D  | E | GP | GC | SG  | Pts | PPG  | Qualificado para...                                                     |
| ---- | ---------------------- | -- | -- | -- | - | -- | -- | --- | --- | ---- | ----------------------------------------------------------------------- |
| 1    | Philadelphia Union     | 23 | 14 | 4  | 5 | 44 | 20 | +24 | 47  | 2,04 | Quartas de final da Conferência e Liga dos Campeões da CONCACAF de 2021 |
| 2    | Toronto FC             | 23 | 13 | 5  | 5 | 33 | 26 | +7  | 44  | 1,91 | Quartas de final da Conferência e Liga dos Campeões da CONCACAF de 2021 |
| 3    | Columbus Crew SC       | 23 | 12 | 6  | 5 | 36 | 21 | +15 | 41  | 1,78 | Quartas de final da Conferência e Liga dos Campeões da CONCACAF de 2021 |
| 4    | Orlando City SC        | 23 | 11 | 4  | 8 | 40 | 25 | +15 | 41  | 1,78 | Quartas de final da Conferência e Copa das Ligas 2021                   |
| 5    | New York City FC       | 23 | 12 | 8  | 3 | 37 | 25 | +12 | 39  | 1,70 | Quartas de final da Conferência e Copa das Ligas 2021                   |
| 6    | New York Red Bulls     | 23 | 9  | 9  | 5 | 29 | 31 | -2  | 32  | 1,39 | Quartas de final da Conferência                                         |
| 7    | Nashville SC           | 23 | 8  | 7  | 8 | 24 | 22 | +2  | 32  | 1,39 | Rodada play-in                                                          |
| 8    | New England Revolution | 23 | 8  | 7  | 8 | 26 | 25 | +1  | 32  | 1,39 | Rodada play-in                                                          |
| 9    | Montreal Impact        | 23 | 8  | 13 | 2 | 33 | 43 | –10 | 26  | 1,13 | Rodada play-in                                                          |
| 10   | Inter Miami CF         | 23 | 7  | 13 | 3 | 25 | 35 | –10 | 24  | 1,04 | Rodada play-in                                                          |
| 11   | Chicago Fire FC        | 23 | 5  | 10 | 8 | 33 | 39 | –6  | 23  | 1,00 |                                                                         |
| 12   | Atlanta United FC      | 23 | 6  | 13 | 4 | 23 | 30 | –7  | 22  | 0,96 | Liga dos Campeões da CONCACAF de 2021                                   |
| 13   | D.C. United            | 23 | 5  | 12 | 6 | 25 | 41 | –16 | 21  | 0,91 |                                                                         |
| 14   | FC Cincinnati          | 23 | 4  | 15 | 4 | 12 | 36 | –24 | 16  | 0,70 |                                                                         |

#### Conferencia Oeste
| Pos. | Equipe                 | J  | V  | D  | E | GP | GC | SG  | Pts | PPG  | Qualificado para...                                                     |
| ---- | ---------------------- | -- | -- | -- | - | -- | -- | --- | --- | ---- | ----------------------------------------------------------------------- |
| 1    | Sporting Kansas City   | 21 | 12 | 6  | 3 | 38 | 25 | +13 | 39  | 1,86 | Quartas de final da Conferência e Copa das Ligas 2021                   |
| 2    | Seattle Sounders FC    | 22 | 11 | 5  | 6 | 44 | 23 | +21 | 39  | 1,77 | Quartas de final da Conferência e Copa das Ligas 2021                   |
| 3    | Portland Timbers       | 23 | 11 | 6  | 6 | 46 | 35 | +11 | 39  | 1,70 | Quartas de final da Conferência e Liga dos Campeões da CONCACAF de 2021 |
| 4    | Minnesota United FC    | 21 | 9  | 5  | 7 | 36 | 26 | +10 | 34  | 1,62 | Quartas de final da Conferência                                         |
| 5    | Colorado Rapids        | 18 | 8  | 6  | 4 | 32 | 28 | +4  | 28  | 1,56 | Quartas de final da Conferência                                         |
| 6    | FC Dallas              | 22 | 9  | 6  | 7 | 28 | 24 | +4  | 34  | 1,55 | Quartas de final da Conferência                                         |
| 7    | Los Angeles FC         | 22 | 9  | 8  | 5 | 47 | 39 | +8  | 32  | 1,45 | Quartas de final da Conferência                                         |
| 8    | San Jose Earthquakes   | 23 | 8  | 9  | 6 | 35 | 51 | -15 | 30  | 1,30 | Quartas de final da Conferência                                         |
| 9    | Vancouver Whitecaps FC | 23 | 9  | 14 | 0 | 27 | 44 | –17 | 27  | 1,17 |                                                                         |
| 10   | LA Galaxy              | 22 | 6  | 12 | 4 | 27 | 46 | –19 | 22  | 1,00 |                                                                         |
| 11   | Real Salt Lake         | 22 | 5  | 10 | 7 | 25 | 35 | –10 | 22  | 1,00 |                                                                         |
| 12   | Houston Dynamo         | 23 | 4  | 10 | 9 | 30 | 40 | –10 | 21  | 0,91 |                                                                         |

## Playoffs
|  | Quartas de Final da Conferência 21–22, 24 de novembro | Quartas de Final da Conferência 21–22, 24 de novembro | Quartas de Final da Conferência 21–22, 24 de novembro |                     |    | Semifinais da Conferência 29 de novembro, 1–3 de dezembro | Semifinais da Conferência 29 de novembro, 1–3 de dezembro | Semifinais da Conferência 29 de novembro, 1–3 de dezembro |  |  | Finais da Conferência 6–7 de dezembro | Finais da Conferência 6–7 de dezembro | Finais da Conferência 6–7 de dezembro |  |  | MLS Cup 12 de dezembro | MLS Cup 12 de dezembro | MLS Cup 12 de dezembro |  |
|  |                                                       |                                                       |                                                       |                     |    |                                                           |                                                           |                                                           |  |  |                                       |                                       |                                       |  |  |                        |                        |                        |  |
|  | O1                                                    | Sporting Kansas City (p.)                             | 3 (3)                                                 |                     |    |                                                           |                                                           |                                                           |  |  |                                       |                                       |                                       |  |  |                        |                        |                        |  |
|  | O1                                                    | Sporting Kansas City (p.)                             | 3 (3)                                                 |                     |    |                                                           |                                                           |                                                           |  |  |                                       |                                       |                                       |  |  |                        |                        |                        |  |
|  | O8                                                    | San Jose Earthquakes                                  | 3 (0)                                                 |                     |    |                                                           |                                                           |                                                           |  |  |                                       |                                       |                                       |  |  |                        |                        |                        |  |
|  | O8                                                    | San Jose Earthquakes                                  | 3 (0)                                                 |                     | O1 | Sporting Kansas City                                      | 0                                                         |                                                           |  |  |                                       |                                       |                                       |  |  |                        |                        |                        |  |
|  |                                                       |                                                       |                                                       |                     | O1 | Sporting Kansas City                                      | 0                                                         |                                                           |  |  |                                       |                                       |                                       |  |  |                        |                        |                        |  |
|  |                                                       |                                                       | O4                                                    | Minnesota United FC | 3  |                                                           |                                                           |                                                           |  |  |                                       |                                       |                                       |  |  |                        |                        |                        |  |
|  | O4                                                    | Minnesota United FC                                   | O4                                                    | Minnesota United FC | 3  | 3                                                         |                                                           |                                                           |  |  |                                       |                                       |                                       |  |  |                        |                        |                        |  |
|  | O4                                                    | Minnesota United FC                                   |                                                       |                     |    |                                                           |                                                           |                                                           |  |  |                                       |                                       |                                       |  |  |                        |                        |                        |  |
|  | O5                                                    | Colorado Rapids                                       | 0                                                     |                     |    |                                                           |                                                           |                                                           |  |  |                                       |                                       |                                       |  |  |                        |                        |                        |  |
|  | O5                                                    | Colorado Rapids                                       | 0                                                     |                     | O4 | Minnesota United FC                                       | 2                                                         |                                                           |  |  |                                       |                                       |                                       |  |  |                        |                        |                        |  |
|  | Conferência Oeste                                     |                                                       |                                                       |                     | O4 | Minnesota United FC                                       | 2                                                         |                                                           |  |  |                                       |                                       |                                       |  |  |                        |                        |                        |  |
|  |                                                       |                                                       | O2                                                    | Seattle Sounders FC | 3  |                                                           |                                                           |                                                           |  |  |                                       |                                       |                                       |  |  |                        |                        |                        |  |
|  | O3                                                    | Portland Timbers                                      | O2                                                    | Seattle Sounders FC | 3  | 1 (7)                                                     |                                                           |                                                           |  |  |                                       |                                       |                                       |  |  |                        |                        |                        |  |
|  | O3                                                    | Portland Timbers                                      |                                                       |                     |    |                                                           |                                                           |                                                           |  |  |                                       |                                       |                                       |  |  |                        |                        |                        |  |
|  | O6                                                    | FC Dallas p.                                          | 1 (8)                                                 |                     |    |                                                           |                                                           |                                                           |  |  |                                       |                                       |                                       |  |  |                        |                        |                        |  |
|  | O6                                                    | FC Dallas p.                                          | 1 (8)                                                 |                     | O6 | FC Dallas                                                 | 0                                                         |                                                           |  |  |                                       |                                       |                                       |  |  |                        |                        |                        |  |
|  |                                                       |                                                       |                                                       |                     | O6 | FC Dallas                                                 | 0                                                         |                                                           |  |  |                                       |                                       |                                       |  |  |                        |                        |                        |  |
|  |                                                       |                                                       | O2                                                    | Seattle Sounders FC | 1  |                                                           |                                                           |                                                           |  |  |                                       |                                       |                                       |  |  |                        |                        |                        |  |
|  | O2                                                    | Seattle Sounders FC                                   | O2                                                    | Seattle Sounders FC | 1  | 3                                                         |                                                           |                                                           |  |  |                                       |                                       |                                       |  |  |                        |                        |                        |  |
|  | O2                                                    | Seattle Sounders FC                                   |                                                       |                     |    |                                                           |                                                           |                                                           |  |  |                                       |                                       |                                       |  |  |                        |                        |                        |  |
|  | O7                                                    | Los Angeles FC                                        | 1                                                     |                     |    |                                                           |                                                           |                                                           |  |  |                                       |                                       |                                       |  |  |                        |                        |                        |  |
|  | O7                                                    | Los Angeles FC                                        | 1                                                     |                     | O2 | Seattle Sounders FC                                       | 0                                                         |                                                           |  |  |                                       |                                       |                                       |  |  |                        |                        |                        |  |
|  |                                                       |                                                       |                                                       |                     |    |                                                           |                                                           |                                                           |  |  |                                       |                                       |                                       |  |  |                        |                        |                        |  |
|  |                                                       |                                                       | L3                                                    | Columbus Crew SC    | 3  |                                                           |                                                           |                                                           |  |  |                                       |                                       |                                       |  |  |                        |                        |                        |  |
|  | L1                                                    | Philadelphia Union                                    | L3                                                    | Columbus Crew SC    | 3  | 0                                                         |                                                           |                                                           |  |  |                                       |                                       |                                       |  |  |                        |                        |                        |  |
|  | L1                                                    | Philadelphia Union                                    |                                                       |                     |    |                                                           |                                                           |                                                           |  |  |                                       |                                       |                                       |  |  |                        |                        |                        |  |
|  | L8                                                    | New England Revolution                                | 2                                                     |                     |    |                                                           |                                                           |                                                           |  |  |                                       |                                       |                                       |  |  |                        |                        |                        |  |
|  | L8                                                    | New England Revolution                                | 2                                                     |                     | L8 | New England Revolution                                    | 3                                                         |                                                           |  |  |                                       |                                       |                                       |  |  |                        |                        |                        |  |
|  |                                                       |                                                       |                                                       |                     | L8 | New England Revolution                                    | 3                                                         |                                                           |  |  |                                       |                                       |                                       |  |  |                        |                        |                        |  |
|  |                                                       |                                                       | L4                                                    | Orlando City SC     | 1  |                                                           |                                                           |                                                           |  |  |                                       |                                       |                                       |  |  |                        |                        |                        |  |
|  | L4                                                    | Orlando City SC (p.)                                  | L4                                                    | Orlando City SC     | 1  | 1 (6)                                                     |                                                           |                                                           |  |  |                                       |                                       |                                       |  |  |                        |                        |                        |  |
|  | L4                                                    | Orlando City SC (p.)                                  |                                                       |                     |    |                                                           |                                                           |                                                           |  |  |                                       |                                       |                                       |  |  |                        |                        |                        |  |
|  | L5                                                    | New York City FC                                      | 1 (5)                                                 |                     |    |                                                           |                                                           |                                                           |  |  |                                       |                                       |                                       |  |  |                        |                        |                        |  |
|  | L5                                                    | New York City FC                                      | 1 (5)                                                 |                     | L8 | New England Revolution                                    | 0                                                         |                                                           |  |  |                                       |                                       |                                       |  |  |                        |                        |                        |  |
|  | Conferência Leste                                     |                                                       |                                                       |                     | L8 | New England Revolution                                    | 0                                                         |                                                           |  |  |                                       |                                       |                                       |  |  |                        |                        |                        |  |
|  |                                                       |                                                       | L3                                                    | Columbus Crew SC    | 1  |                                                           |                                                           |                                                           |  |  |                                       |                                       |                                       |  |  |                        |                        |                        |  |
|  | L3                                                    | Columbus Crew SC                                      | L3                                                    | Columbus Crew SC    | 1  | 3                                                         |                                                           |                                                           |  |  |                                       |                                       |                                       |  |  |                        |                        |                        |  |
|  | L3                                                    | Columbus Crew SC                                      |                                                       |                     |    |                                                           |                                                           |                                                           |  |  |                                       |                                       |                                       |  |  |                        |                        |                        |  |
|  | L6                                                    | New York Red Bulls                                    | 2                                                     |                     |    |                                                           |                                                           |                                                           |  |  |                                       |                                       |                                       |  |  |                        |                        |                        |  |
|  | L6                                                    | New York Red Bulls                                    | 2                                                     |                     | L3 | Columbus Crew SC (pr.)                                    | 2                                                         |                                                           |  |  |                                       |                                       |                                       |  |  |                        |                        |                        |  |
|  |                                                       |                                                       |                                                       |                     | L3 | Columbus Crew SC (pr.)                                    | 2                                                         |                                                           |  |  |                                       |                                       |                                       |  |  |                        |                        |                        |  |
|  |                                                       |                                                       | L7                                                    | Nashville SC        | 0  |                                                           |                                                           |                                                           |  |  |                                       |                                       |                                       |  |  |                        |                        |                        |  |
|  | L2                                                    | Toronto FC                                            | L7                                                    | Nashville SC        | 0  | 0                                                         |                                                           |                                                           |  |  |                                       |                                       |                                       |  |  |                        |                        |                        |  |
|  | L2                                                    | Toronto FC                                            |                                                       |                     |    |                                                           |                                                           |                                                           |  |  |                                       |                                       |                                       |  |  |                        |                        |                        |  |
|  | L7                                                    | Nashville SC (pr.)                                    | 1                                                     |                     |    |                                                           |                                                           |                                                           |  |  |                                       |                                       |                                       |  |  |                        |                        |                        |  |

## Estatísticas dos jogadores
| Pos. | Jogador           | Clube               | Gols |
| ---- | ----------------- | ------------------- | ---- |
| 1    | Diego Rossi       | Los Angeles FC      | 14   |
| 2    | Robert Berić      | Chicago Fire FC     | 12   |
| 2    | Raúl Ruidíaz      | Seattle Sounders FC | 12   |
| 2    | Gyasi Zardes      | Columbus Crew SC    | 12   |
| 5    | Jordan Morris     | Seattle Sounders FC | 10   |
| 5    | Chris Mueller     | Orlando City SC     | 10   |
| 5    | Cristian Pavón    | LA Galaxy           | 10   |
| 8    | Ayo Akinola       | Toronto FC          | 9    |
| 8    | Kevin Molino      | Minnesota United FC | 9    |
| 8    | Alejandro Pozuelo | Toronto FC          | 9    |

| Pos. | Jogador          | Clube                  | Partidas |
| ---- | ---------------- | ---------------------- | -------- |
| 1    | Joe Willis       | Nashville SC           | 9        |
| 2    | Andre Blake      | Philadelphia Union     | 8        |
| 3    | Sean Johnson     | New York City FC       | 7        |
| 3    | Jimmy Maurer     | FC Dallas              | 7        |
| 3    | Tim Melia        | Sporting Kansas City   | 7        |
| 3    | Eloy Room        | Columbus Crew SC       | 7        |
| 7    | Stefan Frei      | Seattle Sounders FC    | 6        |
| 7    | Brad Guzan       | Atlanta United FC      | 6        |
| 7    | Dayne St. Clair  | Minnesota United FC    | 6        |
| 7    | Matt Turner      | New England Revolution | 6        |
| 7    | Quentin Westberg | Toronto FC             | 6        |

| Pos. | Jogador            | Clube                | Assistências |
| ---- | ------------------ | -------------------- | ------------ |
| 1    | Nicolás Lodeiro    | Seattle Sounders FC  | 10           |
| 1    | Alejandro Pozuelo  | Toronto FC           | 10           |
| 1    | Carlos Quintero    | Houston Dynamo       | 10           |
| 4    | Cristian Espinoza  | San Jose Earthquakes | 9            |
| 5    | Yimmi Chará        | Portland Timbers     | 8            |
| 5    | Lewis Morgan       | Inter Miami CF       | 8            |
| 5    | Jordan Morris      | Seattle Sounders FC  | 8            |
| 5    | Mauricio Pereyra   | Orlando City SC      | 8            |
| 5    | Pedro Santos       | Columbus Crew SC     | 8            |
| 10   | Brenden Aaronson   | Philadelphia Union   | 7            |
| 10   | Djordje Mihailovic | Chicago Fire FC      | 7            |
| 10   | Chris Mueller      | Orlando City SC      | 7            |
| 10   | Cristian Pavón     | LA Galaxy            | 7            |
| 10   | Emanuel Reynoso    | Minnesota United FC  | 7            |
| 10   | Brian Rodríguez    | Los Angeles FC       | 7            |
| 10   | Diego Valeri       | Portland Timbers     | 7            |

## Premiação
| Major League Soccer de 2020 MLS Cup |
| ----------------------------------- |
| Columbus Crew Campeão (2º título)   |